# Año Internacional de la Economía Creativa para el Desarrollo Sostenible
2021 fue proclamado Año Internacional de la Economía Creativa para el Desarrollo Sostenible por la Asamblea General de las Naciones Unidas mediante la resolución 74/198, adoptada el 19 de diciembre de 2019. La iniciativa tuvo como objetivo reconocer y promover el papel crucial de la economía creativa en el desarrollo sostenible, la inclusión social, la innovación y la generación de empleo, en línea con los Objetivos de Desarrollo Sostenible (ODS) de la Agenda 2030.
La economía creativa, también conocida como economía naranja, engloba actividades económicas basadas en la creatividad, el conocimiento y la interacción con la tecnología. Estas incluyen industrias culturales, el arte, la moda, el diseño, la música, el cine, la música, el turismo cultural, la producción de contenido digital, los videojuegos y la publicidad. La ONU destacó su potencial para fomentar el crecimiento económico sostenible, preservar la diversidad cultural y fortalecer la resiliencia económica de los países en desarrollo. Sin embargo, este modelo enfrenta desafíos como la precarización laboral y la falta de acceso a financiamiento en regiones en desarrollo.

## Actividades y alcance
Durante 2021, se promovieron diversas iniciativas globales para sensibilizar sobre la importancia de la economía creativa en la erradicación de la pobreza, la creación de empleo y la reducción de desigualdades. Se alentó a los Estados miembros, organismos internacionales, el sector privado y la sociedad civil a participar en la promoción de políticas públicas que fomentaran la innovación y el emprendimiento en las industrias creativas.
La Conferencia de las Naciones Unidas sobre Comercio y Desarrollo (UNCTAD), en colaboración con la UNESCO, la Organización Mundial de la Propiedad Intelectual (OMPI) y la Organización Internacional del Trabajo (OIT), organizó eventos, seminarios y publicaciones para fortalecer la economía creativa. Se promovió la cooperación entre países en desarrollo para el intercambio de experiencias y buenas prácticas, destacando la importancia de fortalecer la propiedad intelectual y las políticas de innovación.
Entre los eventos clave se incluyó la Segunda Conferencia Mundial sobre Economía Creativa, organizada por los Emiratos Árabes Unidos, que reunió a líderes y expertos para debatir sobre las oportunidades y desafíos del sector. También se realizaron campañas de sensibilización a nivel regional y local para empoderar a emprendedores creativos y destacar el valor de las industrias culturales en la recuperación económica tras la pandemia de COVID-19.
El financiamiento de las actividades relacionadas con este año internacional se basó en contribuciones voluntarias de los Estados miembros y otros actores clave, evitando comprometer los fondos obligatorios de las Naciones Unidas.